# Enwor (Energieversorger)
Die enwor – energie & wasser vor ort GmbH ist ein kommunales Energie- und Wasserversorgungsunternehmen in der StädteRegion Aachen (Nordrhein-Westfalen) mit Sitz in Herzogenrath-Kohlscheid. Anfang 2004 wurden das „Wasserwerk des Kreises Aachen“ und die „ASEAG Energie GmbH“ zur „enwor – energie & wasser vor ort GmbH“ fusioniert. Am 1. Oktober 2024 wird enwor mit der Stadtwerke Aachen AG (STAWAG) fusioniert.
Enwor versorgt die Städte Alsdorf (ohne Bettendorf), Baesweiler, Eschweiler (zum größten Teil), Herzogenrath, Roetgen-Rott, Stolberg und Würselen (alle Städteregion Aachen) sowie die Stadt Übach-Palenberg (Kreis Heinsberg) mit Wasser und ist in Eschweiler Vorlieferant für das „Städt. Wasserwerk Eschweiler GmbH“. Seit dem 1. Januar 2019 werden alle Bürger der Stadt Übach-Palenberg von den Stadtwerken Übach-Palenberg GmbH mit Trinkwasser beliefert, das von der enwor betriebsgeführt wird. Die Städte Würselen und Herzogenrath werden zudem mit Strom und teilweise mit Fernwärme versorgt sowie Herzogenrath auch mit Erdgas.  In großen Teilen des Versorgungsgebietes verlegt die enwor in Kooperation mit Internetprovidern wie NetAachen auch Breitbandkabel.
Das Unternehmen mit seinen ca. 320 Mitarbeitern versorgt somit
- rund 270.000 Menschen mit Trinkwasser
- davon rund 85.000 auch mit Strom und
- rund 20.000 auch mit Erdgas.

Die Trinkwassergewinnung und -aufbereitung erfolgt über die WAG Nordeifel, die eine 50%ige Tochtergesellschaft der enwor ist. Die Energie- und Trinkwassernetze haben eine Gesamtlänge von ca. 2300 km. Das Unternehmen ist Gesellschafter der Trianel, einem Gemeinschaftsunternehmen von vornehmlich deutschen Versorgungsunternehmen, das als Dienstleister in den Bereichen Erzeugung, Handel und Vertrieb tätig ist und gemeinsam mit ihren Gesellschaftern insbesondere regenerative Kraftwerkskapazitäten aufbaut.